# Batalla de Las Vegas
La Batalla de Las Vegas, Nuevo México fue un encuentro bélico perteneciente a la Revuelta de Taos, llevado a cabo el 6 de julio de 1847. Fue iniciado por las tropas americanas contra los nuevos insurgentes mexicanos en el presidio del pueblo de Las Vegas durante la intervención estadounidense en México.

## Antecedentes

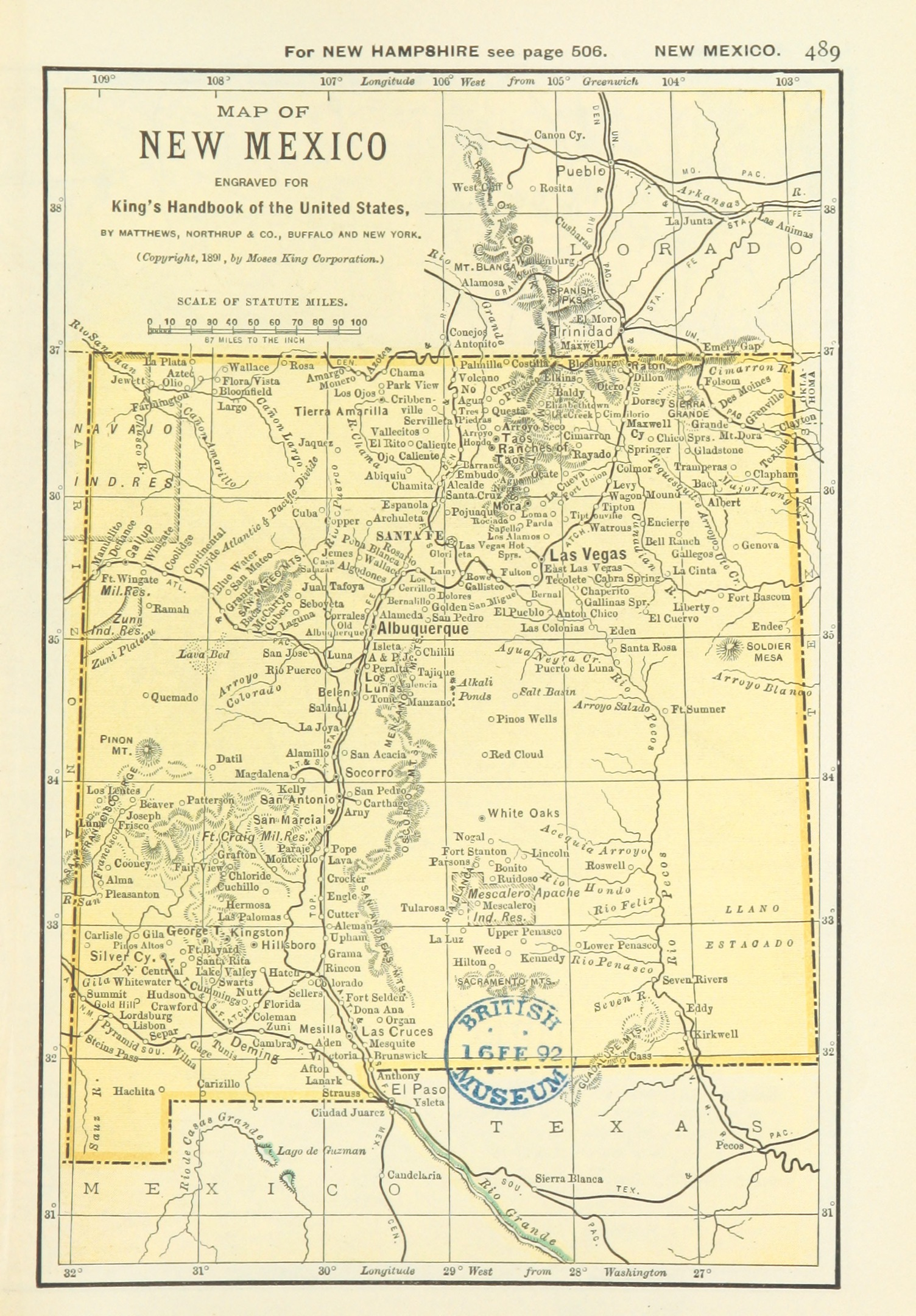
Mapa de Nuevo México a finales del. Las Vegas está hacia el Norte

Durante la expedición de las fuerzas americanas bajo las órdenes de Coronel Alexander Doniphan por Nuevo México, a finales de su campaña y meses después del sitio del Pueblo de Taos se encontró con insurgentes de Nuevo México y sus nativos aliados, los cuales seguían en el camino de una rebelión.
El 26 de junio de 1847, algunos caballos pertenecientes a la caballería del Capitán Horin fueron robados por gente de las fuerzas de Nuevo México, quienes huyeron a las montañas aledañas. Dos días después, el 28 de junio un teniente llamado Brown y dos elementos, más un guía mexicano fueron enviados por el comandante Edmonson para emprender la búsqueda de los insurgentes y los caballos. Al cabo de un tiempo, como no se tenían noticias de Brown y sus tres hombres se sospechaba lo peor
Y así fue, el 5 de julio, el comandante Edmonson recibió noticias por parte de una mujer de Nuevo México, quien mencionaba que los americanos habían sido asesinados y quemados por la milicia de Nuevo México, cercano a Las Vegas. Inmediatamente después de recibir la información, Edmonson ordenó que nadie entrara al campamento sin antes verlo. En la misma tarde, el capitán William Cox capturó tres mexicanos sospechosos mientras cazaba en las montañas, y los llevó al campamento.
Estos fueron interrogados y uno de ellos reportó el asesinato de Brown y sus soldados. Después de escuchar esto, Edmonson ordenó a caballería e infantería a prepararse para ir a Las Vegas. Los estadounidenses pronosticaron llegar antes del siguiente amanecer, pero llegaron más tarde de lo pronosticado y pudieron observar cientos de hombres de la milicia de Nuevo México.

## Batalla

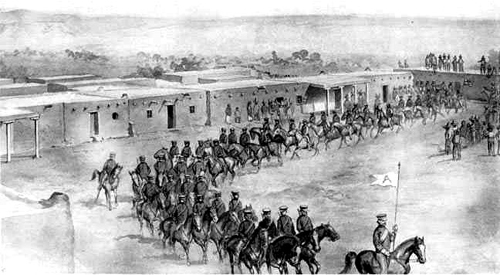
El ejército estadounidense en Las Vegas, Nuevo México

Edmonson dividió sus hombres en dos fuerzas, una bajo el comando del Capitán Holloway y otra bajo el comando del Capitán Horine. Fueron ordenados a cargar simultáneamente por el flanco derecho e izquierdo para así poder ganar posición en el presidio. Los soldados de Nuevo México notaron el acercamiento de la armada estadounidense y tomaron posiciones estratégicas a lo largo de las paredes del presidio.
Inicialmente los mexicanos abrieron fuego contra los americanos, quienes se mantuvieron sin disparar para no frenar la carga hacia los flancos. Eventualmente los americanos comenzaron a llegar a los edificios del pueblo y a su vez empezaron a desalojarlos a los mexicanos. Pasados aproximadamente 15 minutos los mexicanos comenzaron a replegarse y a refugiarse en los alrededores de Las Vegas. El obús aparentemente no fue utilizados por los americanos. Un total de 50 mexicanos fueron capturados durante la batalla. 10 más fueron asesinados de acuerdo con los informes del ejército estadounidense.
Ningún americano murió en la batalla. Los cuerpos de dos de los soldados enviados con Brown y el guía fueron descubiertos quemados y el Teniente Brown fue encontrado a un lado de una montaña de rocas, aún sin enterrar. Cuando la pelea terminó, los prisioneros fueron llevados al campamento americano, quemaron algunas casas y edificios donde tomó lugar la batalla. Suficiente comida y casas fueron dejados para los civiles que quedaban en el pueblo.

## Consecuencias
Los prisioneros de Nuevo México fueron llevados a Santa Fe por órdenes del Coronel Edward Price, donde fueron juzgados por una corte marcial. 6 de ellos fueron condenados a muerte, que se llevó a cabo el 3 de agosto de 1847. el destino de los otros prisioneros no es sabido con certeza. Tres días después, la Batalla de Ciénaga empezaría, acabando la Revuelta de Taos.